# 愛與熱情的鬥牛士
《愛與熱情的鬥牛士》（日语：愛と情熱のマタドール）是BAND-MAID的首張單曲，在2014年8月13日發售。

## 概要
只有CD盤一種。

## 收錄曲

### CD盤
品番：PPRC-0010
1. 愛與熱情的鬥牛士
作詞：阿久津健太郎
作曲：阿久津健太郎
編曲：阿久津健太郎, BAND-MAID®
2. Thill(スリル)
作詞：阿久津健太郎
作曲：阿久津健太郎
編曲：阿久津健太郎, BAND-MAID®
3. Summer Drive
作詞：阿久津健太郎
作曲：阿久津健太郎
編曲：阿久津健太郎, BAND-MAID®

## 外部連結
DISCOGRAPHY （页面存档备份，存于） - BAND-MAID OFFICIAL WEBSITE